# U 47 (1938)
El U 47 fue un submarino alemán del tipo VII B durante la Segunda Guerra Mundial, famoso por haber sido comandado por el capitán de corbeta Günther Prien, as de la flota de sumergibles de la Kriegsmarine y uno de los mayores cazadores de buques durante la Batalla del Atlántico.
El U-Boot 47 siempre estuvo destinado en la 7ª Flotilla de Combate y realizó durante la Segunda Guerra Mundial doce patrullas en las que hundió un total de treinta buques que totalizaron 162 769 toneladas de arqueo, aunque su gesta más importante fue el hundimiento del acorazado británico HMS Royal Oak dentro de la base naval de Scapa Flow en la madrugada del 14 de octubre de 1939. Durante sus campañas también averió otros 8 buques con un total de 62.751 toneladas.
El U 47 desapareció durante la noche del 7 al 8 de marzo de 1941 mientras operaba contra el convoy OB 293 en medio del Océano Atlántico. La versión oficial suponía que el sumergible había caído bajo las cargas de profundidad del destructor británico HMS Wolverine, aunque investigaciones posteriores creen que realmente pudo ser destruido por el ataque combinado de las corbetas británicas HMS Camellia y HMS Arbutus.

## Patrullas

### 1.ª Patrulla
Zarpa de Kiel el 19 de agosto de 1939, teniendo como zona de combate al oeste del Golfo de Vizcaya. Patrullando al noroeste del Cabo Ortegal, Galicia en España, hundió al SS Bosnia (2407 trb) el 5 de septiembre, al SS Rio Claro (4086 trb) al día siguiente y el día 7 del mismo mes al SS Gartavon (1777 trb). Regresó a la base de Kiel el 15 de septiembre de 1939 para preparar la campaña del Atlántico.

### 2ª Patrulla
Zarpa de Kiel el 8 de octubre de 1939 hacia la base naval británica de Scapa Flow, en las islas Orcadas. Durante la noche del 13 al 14 de octubre hunde al acorazado HMS Royal Oak de 29 150 trb.
El U 47 regresa a Wilhelmshaven el 17 de octubre de 1939, donde Prien es condecorado personalmente por Adolf Hitler con la Cruz de Hierro de 1.ª Clase.

### 3ª Patrulla
Zarpa del puerto de Wilhelmshaven el 20 de octubre de 1939 y llega a la base de Kiel el 21 de octubre de 1939.

### 4ª Patrulla
Zarpa el 16 de noviembre de 1939 de la base de Kiel para operar contra las fuerzas navales británicas en la zona de las islas Orcadas. El 28 de noviembre de 1939, el sumergible U 47 falló al atacar al crucero británico HMS Norfolk al este de las islas Shetland cuando el torpedo lanzado detonó antes de tiempo.
A primeros del mes de diciembre, el U 47 se dirigió a la zona situada al oeste del Canal de la Mancha. El 5 de diciembre hundió al SS Navasota (8795 trb) del convoy OB 46, el 6 de diciembre al buque cisterna noruego MV Britta (6214 trb) al suroeste del faro de Longships y el 7 de diciembre hunde al también holandés MV Tajandoen (8159 trb) al sureste de Lizard.
Regresó a la base de Kiel el 18 de diciembre de 1939.

### 5ª Patrulla
El U 47 zarpa de Kiel el 29 de febrero de 1940 y llega a la base de Wilhelmshaven el 5 de marzo de 1940.

### 6ª Patrulla
Zarpa de la base de Wilhelmshaven el 11 de marzo de 1940 para patrullar en el área de Bergen, dirigiéndose posteriormente a los accesos a las islas Orcadas y más tarde a las islas Shetland. El 25 de marzo torpedeó y hundió al buque danés SS Britta (1146 trb) al oeste de las islas Shetland.
Regresó a la base de Wilhelmshaven el 29 de marzo de 1940.

### 7ª Patrulla
El U 47 zarpa el 3 de abril de 1940 de la base de Wilhelmshaven para unirse al 5º grupo de combate U-boot para operar al noreste de las islas Shetland, dentro de la denominada Operación Hartmut.
Patrulló sin éxito el fiordo de Vaags y en la tarde del 15 de abril descubrió en el fiordo de Bygden a tres grandes buques británicos de transporte y tres más pequeños desembarcando tropas, protegidos por dos cruceros anclados.
Tras evaluar los riesgos y calcular el tiro, Prien disparó 4 torpedos que fallaron los blancos. Al alejarse del lugar, el sumergible embarrancó, siendo localizado y atacado por buques de escolta británicos, causándole algunos daños a los motores.
Regresó a Kiel el 26 de abril de 1940 sin éxitos a su favor.

### 8ª Patrulla
Zarpó de la base naval de Kiel el 3 de junio de 1940 para dirigirse a la zona situada al noroeste del Cabo de Finisterre. El 14 de junio torpedea y hunde al suroeste de Fastnet al buque inglés SS Balmoralwood (británico 5834 trb), que pertenecía al convoy HX48. Tras disolverse la manada de lobos de seis sumergibles que comandaba Prien, el U 47 se dirigió a una zona al suroeste de Irlanda. El 21 de junio torpedeó y hundió al buque cisterna inglés SS San Fernando (13 056 trb) que pertenecía al convoy HX 29. El 24 de junio mandó al fondo a cañonazos al mercante panameño SS Cathrine (1885 trb) al suroeste de Irlanda. El 27 de junio dio cuenta del buque noruego SS Lenda (4005 trb) y del buque cisterna neerlandés SS Leticia (2580 trb). El día 29 hundió al mercante británico SS Empire Toucan (4421 trb) y el 30 de junio al buque griego SS Georgios Kyriakides (4201 trb).
De regreso a su base, el U 47 hundiría, al oeste de la Isla de Aran, el 2 de julio de 1940 al mercante británico SS Arandora Star (15 501 trb), utilizado como buque prisión que transportaba al Canadá a 1300 prisioneros de guerra alemanes e italianos, 200 guardias y 174 tripulantes. Un total de 805 personas murieron en el naufragio. El U 47 regresó al puerto de Kiel el 6 de julio de 1940.

### 9ª Patrulla
El sumergible zarpó de la base de Kiel el 27 de agosto de 1940 para patrullar la zona situada al oeste de Inglaterra.
El 2 de septiembre hunde al noreste de Rockall al buque mercante belga SS Ville de Mons (7463 trb), el día 4 ataca al convoy OA 207 echando a pique al navío británico SS Titan (9035 trb). El 6 de septiembre localizó al convoy SC2 y a primera hora de la mañana del día 7 hundió a los buques británicos SS Neptunian (5155 trb), SS José de Larrinaga (5303 trb) y al buque noruego SS Gro (4211 trb). El 9 de septiembre echó a pique al mercante griego SS Possidon (3840 trb). Tras disparar todos sus torpedos, el U 47 realizó labores meteorológicas, localizando al convoy HX72 el 20 de septiembre. A mediodía del día 21 atacó a cañonazos al navío británico SS Elmbank (5156 trb), que había sido dañado el día anterior por el U 99, al que incendió, siendo finalmente mandado al fondo por el propio U 99. El 25 de septiembre de 1940 arribó a la base francesa ya ocupada de Lorient.

### 10.ª Patrulla
Zarpa de la base de Lorient el 14 de octubre de 1940 con la misión de ejercer, además, labores como U-boot meteorológico al oeste de Inglaterra. El día 19 descubrió al convoy HX 79 navegando al suroeste de Rockall. Ese mismo día manda al fondo al buque neerlandés SS Bilderdijk (6856 trb), atacó y averió al buque cisterna británico MV Shirak (6023 trb), que sería echado a pique más tarde por el U 48, y torpedeó al mercante británico SS Wandby (4947 trb), que acabaría hundiéndose el 21 de octubre. El día 20 volvió a atacar al convoy, hundiendo al buque británico SS La Estancia (5185 trb), otro de la misma nacionalidad SS Whitford Point (5026 trb) y averió al MV Athelmonarch (8995 trb). Tras esta exitosa campaña, regresó a Lorient, Francia el 23 de octubre de 1940.

### 11.ª Patrulla
Zarpa de Lorient, Francia el 3 de noviembre de 1940 para realizar labores de información meteorológica al oeste del Canal del Norte.
El 1 de diciembre, el U 101 divisó al convoy HX 90 en la parte central del Atlántico Norte, a unas 500 millas al oeste de Irlanda, siendo el U 47 uno de los primeros en acudir. El 2 de diciembre atacó y hundió al buque belga que iba muy rezagado SS Ville d'Árlon (7555 trb) y una hora más tarde dañaría al buque cisterna británico MV Conch (8376 trb), que también recibiría el impacto de tres torpedos lanzados por el U 95 y que finalmente sería hundido por el U 99.
Regresó a la base de Lorient, Francia el 6 de diciembre de 1940.

### 12.ª Patrulla
Abandona la base naval de Lorient, Francia el 20 de febrero de 1941, dirigiéndose hacia la zona este del Atlántico Norte.
El 25 de febrero divisa al convoy OB 290 al sur de Rockall, pero no puede situarse en posición de ataque al ser divisado por un avión enemigo. Prien regresa al anochecer y a primera hora del día 26 hunde a tres buques del convoy, al mercante belga SS Kasongo (5254 trb), al buque sueco MV Rydboholm (3197 trb) y al noruego MV Borgland (3636 trb). También torpedeó y dañó al buque cisterna británico MV Diala (8106 trb). Gracias a la información radiada por Prien, aviones de largo alcance Focke-Wulf Cóndor del 1/KG 40 atacaron al convoy hundiendo a siete buques y dañando a otros dos. El convoy se dispersó y el 28 de febrero el U 47 atacó y hundió a cañonazos al mercante británico SS Holmlea (4223 trb). El 6 de marzo divisó al convoy OB293 y Prien comenzó a acecharlo. A primera hora del día 7 torpedeó y dañó al ballenero británico SS Terje Viken (20 638 trb) y al buque cisterna de la misma nacionalidad MV Athelbeach (6568 trb), que después serían hundidos por el U 99. En la noche del 7 al 8 de marzo de 1941, el U 47 dejó de transmitir, siendo dado por perdido en acción con toda su dotación.

### U47desaparecido en combate
Entre el 7 y el 8 de marzo de 1941 se perdió contacto con el U 47, que no regresó a su base en Lorient siendo declarado como desaparecido en combate. Se estima que fue hundido por las corbetas británicas HMS Camellia y HMS Arbutus, clase Flower (especialistas en lucha antisubmarina), mientras escoltaban al mencionado convoy OB 293 por la ruta del sureste de Islandia Ninguno de los 45 marinos sobrevivieron. El ataque tuvo lugar en la zona de Rockall Banks en el Mar del Norte, en las coordenadas: 16°00′N 19°00′O / 16.000, -19.000.

## Tabla de hundimientos

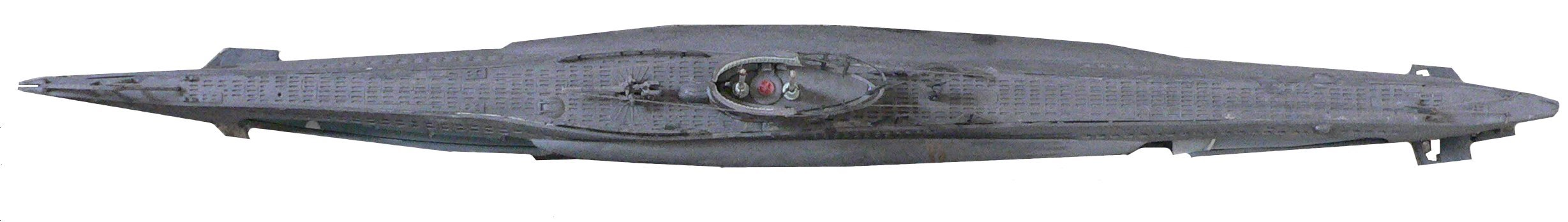
Vista cenital del U 47.

| Fecha                 | Buque                  | Nacionalidad | Tonelaje | Destino |
| --------------------- | ---------------------- | ------------ | -------- | ------- |
| 5 de septiembre 1939  | SS Bosnia              | Bélgica      | 2407 t   | hundido |
| 6 de septiembre 1939  | SS Rio Claro           | Reino Unido  | 4086 t   | hundido |
| 7 de septiembre 1939  | SS Gartavon            | Reino Unido  | 1777 t   | hundido |
| 14 de octubre 1939    | HMS Royal Oak          | Reino Unido  | 29 150 t | hundido |
| 5 de diciembre 1939   | SS Novasota            | Reino Unido  | 8795 t   | hundido |
| 6 de diciembre 1939   | MV Britta              | Noruega      | 6214 t   | hundido |
| 7 de diciembre 1939   | MV Tajandoen           | Países Bajos | 8159 t   | hundido |
| 25 de marzo 1940      | SS Britta              | Dinamarca    | 1146 t   | hundido |
| 14 de junio 1940      | SS Balmoralwood        | Reino Unido  | 5834 t   | hundido |
| 21 de junio 1940      | SS San Fernando        | Reino Unido  | 13 056 t | hundido |
| 24 de junio 1940      | SS Cathrine            | Panamá       | 1885 t   | hundido |
| 27 de junio 1940      | SS Lenda               | Noruega      | 4005 t   | hundido |
| 27 de junio 1940      | SS Leticia             | Países Bajos | 2580 t   | hundido |
| 29 de junio 1940      | SS Empire Toucan       | Reino Unido  | 4421 t   | hundido |
| 30 de junio 1940      | SS Georgios Kyriakides | Grecia       | 4201 t   | hundido |
| 2 de julio 1940       | SS Arandora Star       | Reino Unido  | 15 501 t | hundido |
| 2 de septiembre 1940  | SS Ville de Mons       | Bélgica      | 7463 t   | hundido |
| 4 de septiembre 1940  | SS Titan               | Reino Unido  | 9035 t   | hundido |
| 7 de septiembre 1940  | SS Neptunian           | Reino Unido  | 5155 t   | hundido |
| 7 de septiembre 1940  | SS José de Larrinaga   | Reino Unido  | 5303 t   | hundido |
| 7 de septiembre 1940  | SS Gro                 | Noruega      | 4211 t   | hundido |
| 9 de septiembre 1940  | SS Possidon            | Grecia       | 3840 t   | hundido |
| 21 de septiembre 1940 | SS Elmbank             | Reino Unido  | 5156 t   | dañado  |
| 19 de octubre 1940    | SS Bilderdijk          | Países Bajos | 6856 t   | hundido |
| 19 de octubre 1940    | MV Shirak              | Bélgica      | 6023 t   | dañado  |
| 19 de octubre 1940    | SS Wandby              | Reino Unido  | 4947 t   | hundido |
| 20 de octubre 1940    | SS La Estancia         | Reino Unido  | 5185 t   | hundido |
| 20 de octubre 1940    | SS Whitford Point      | Reino Unido  | 5026 t   | hundido |
| 20 de octubre 1940    | MV Athelmonarch        | Reino Unido  | 8995 t   | dañado  |
| 2 de diciembre 1940   | SS Ville d'Arlon       | Bélgica      | 7555 t   | hundido |
| 2 de diciembre 1940   | MV Conch               | Reino Unido  | 8376 t   | dañado  |
| 26 de febrero 1941    | SS Kasongo             | Bélgica      | 5254 t   | hundido |
| 26 de febrero 1941    | MV Diala               | Reino Unido  | 8106 t   | dañado  |
| 26 de febrero 1941    | MV Rydboholm           | Suecia       | 3197 t   | hundido |
| 26 de febrero 1941    | MV Borgland            | Noruega      | 3636 t   | hundido |
| 28 de febrero 1941    | SS Holmlea             | Reino Unido  | 4233 t   | hundido |

## Dotación a bordo durante el ataque a Scapa Flow

### Comandante

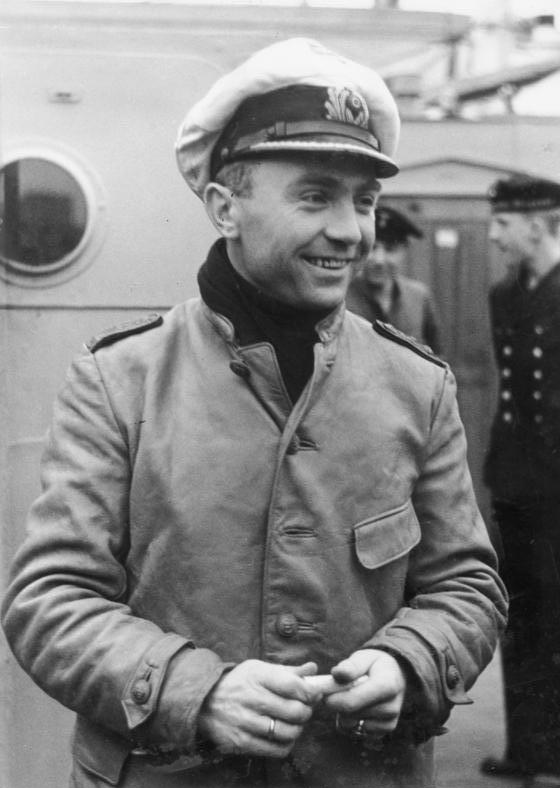
Günther Prien, comandante del U 47, en 1940.

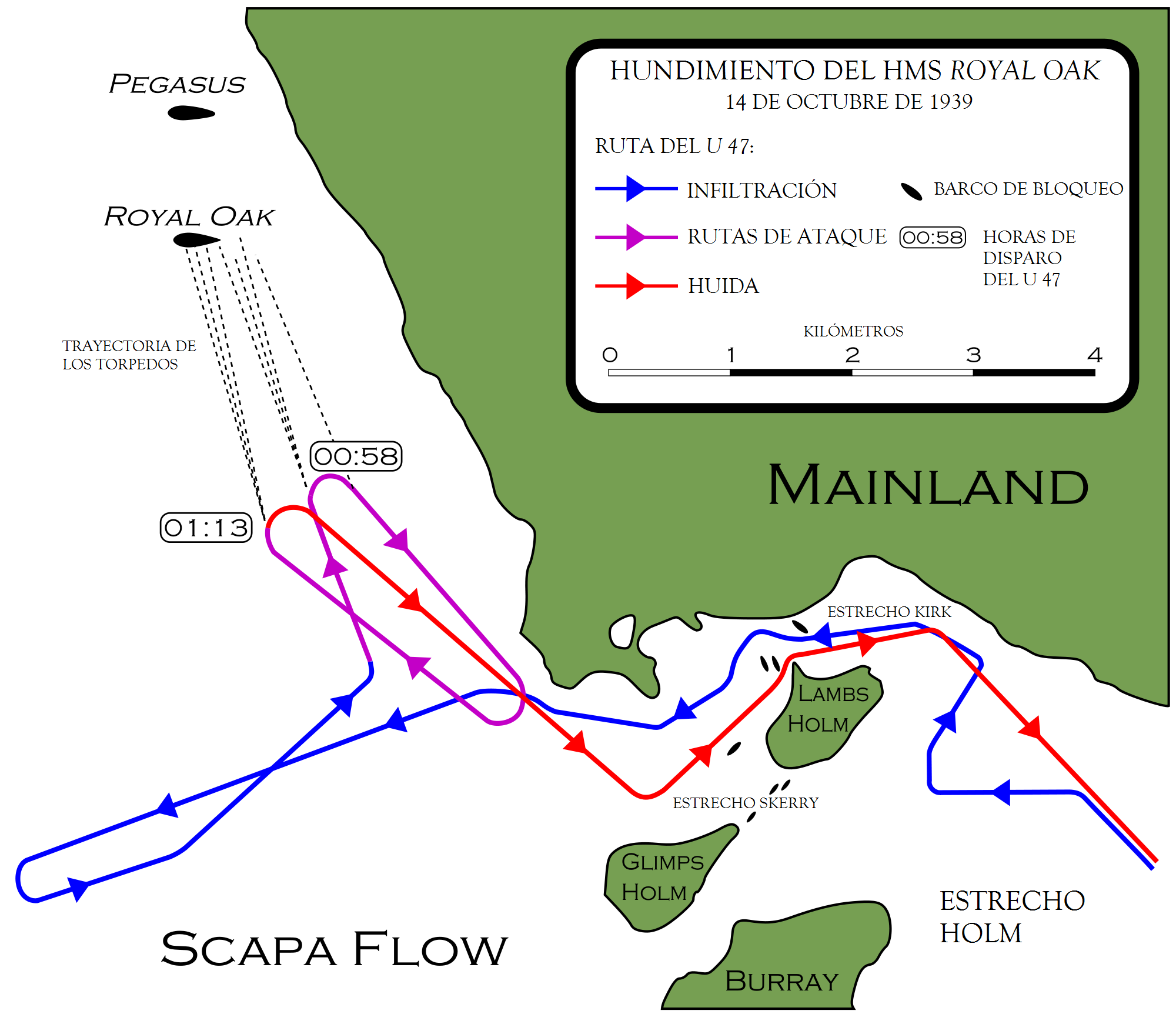
Mapa que detalla la infiltración del U 47 en Scapa Flow.

- Günther Prien, capitán de corbeta (1908-1941).

### Oficiales
- I Wachoffizier: Engelbert Endrass, Oberleutnant z. See (1911-1941).
- II Wachoffizier: Amelung von Varendorff, Oberleutnant z. See (1913-1942).
- Techn. Offz.: Johann-Friedrich Wessels, Oberleutnant z. See (Ing.) (1904-1988).
- Steuermann: Wilhelm Spahr, Obersteuermann (1904-1978).

### Tripulación
- Heinrich Biermann, Maschinengefreiter
- Hans Blank, Ober-Funkmaat
- Kurt Bleek, Ober-Mechanikersgefreiter
- Gustav Böhm, Stabsmaschinist
- Kurt Brehme, Maschinengefreiter
- Peter Dittmer, Gefreiter
- Ernst Dziallas, Bootsmann
- Gerd Hänsel, Gefreiter
- Willi Hebestreit, Ober-Funkgefreiter
- Heinrich Hermann, Ob.-Mechankiersgefreiter
- Erwin Hölzer, Maschinen-Hauptgefreiter
- Gerd Hötzer, Maschinengefreiter
- Kurt Holstein, Obermaschinist
- Willi Loh, Ober-Mechanikersgefreiter
- Werner Lüddecke, Maschinengefreiter
- Herbert Marquard, Gefreiter
- Heini Mantyk, Gefreiter
- Willi Meyer, Bootsmann
- Walter Radloff, Maschinengefreiter
- Kurt Römer, Obermaschinist
- Ronni Roth, Maschinengefreiter
- Hans Sammann, Bootsmann
- Werner Schmalenbach, Maschinenmaat
- Ernst Schmidt, Gefreiter
- Friedrich Schmidt, Maschinengefreiter
- Werner Scholz, Maschinenmaat
- Rudi Smyczek, Gefreiter
- Werner Söllig, Maschinengefreiter
- Karl Spörer, Maschinengefreiter
- Karl Steinhagen, Ober-Funkgefreiter
- Otto Strunk, Stabs-Obermaschinist
- Peter Thewes, Ob.-Mechanikersgefreiter
- Friedrich Walz, Gefreiter
- Gustav Werder, Maschinenmaat
- Ernst Winzer, Maschinengefreiter